# Надгробок Івана Франка
49°49′59″ пн. ш. 24°03′11″ сх. д. / 49.83311° пн. ш. 24.05292° сх. д.
Надгробок Івана Франка — пам'ятник на могилі Івана Франка, на Личаківському цвинтарі у Львові, відкритий 28 травня 1933 року. Автор пам'ятника  — український скульптор Сергій Литвиненко.

## Відомості
Спочатку письменника поховали у чужому склепі (родини Мотичинських), через 5 років домовина з прахом Івана Франка, розпізнана за допомогою Ольги Роздольської, була перенесена в окрему могилу.
У 1921 році створено організаційний комітет зі спорудження надгробка Іванові Франку. Зокрема, громадськість закликали збирати кошти для виконання робіт, однак вони не давали бажаного результату. У 1931 році комітет очолив тодішній редактор газети «Діло» Василь Мудрий.
Напередодні відкриття — 27 травня — в залі кінотеатру «Атлантик» діяв театр Скарбека (нині — Національний академічний український драматичний театр імені Марії Заньковецької), в якому відбувся великий святковий концерт на пошану Каменяра.
Відкритий о 08:00 28 травня 1933 року, на відкритті з промовою виступив Василь Мудрий.
У 2015 році пам'ятник відреставрований коштом Міністерства культури та національної спадщини Польщі.